# ジャッキー・ロビンソン・デー
ジャッキー・ロビンソン・デー（英: Jackie Robinson Day）はメジャーリーグベースボールにおける記念日。

## 概要
1901年頃以降、有色人種排除の方針が確立されていたメジャーリーグで人種差別と闘いながらアフリカ系アメリカ人選手として活躍し、有色人種のメジャーリーグ参加の道を開いたジャッキー・ロビンソンの功績をたたえ、2004年4月15日にメジャーリーグ機構はジャッキー・ロビンソンがブルックリン・ドジャース（現:ロサンゼルス・ドジャース）の選手としてメジャーリーグ公式戦にデビューした日である4月15日を「ジャッキー・ロビンソン・デー」と制定した。
アフリカ系アメリカ人選手であるケン・グリフィー・ジュニアがバド・セリグMLBコミッショナーへ提案したことにより、2007年以降はジャッキー・ロビンソン・デーにおいて希望する選手はロビンソンのメジャーデビュー50年目にあたる1997年4月15日以降は全球団共通の永久欠番となったジャッキー・ロビンソンの背番号42の付いたユニフォームを着用して試合に出場することができるようになった。2007年のジャッキー・ロビンソン・デーではドジャース、カージナルス、パイレーツ、フィリーズ、ブルワーズ、アストロズの選手・監督・コーチ全員が背番号42を使用した。2009年以降はジャッキー・ロビンソン・デーに全ての選手、コーチ、監督、審判が42番のユニフォームを着て試合に出場するようになった。また2022年以降は、球団のチームカラーに関わらず背番号の色が青色に統一された。
2020年シーズンは新型コロナウイルス感染症（COVID-19） の流行により開幕が7月23日にずれ込んだため、ジャッキー・ロビンソンとドジャース会長であるブランチ・リッキーが出会った1945年8月28日に因み、8月28日に「ジャッキー・ロビンソン・デー」の行事を実施した。